# تأثير البريكست على الاتحاد الأوروبي
في عام 2016، كان من المتوقع أن يؤدي انسحاب بريطانيا من الاتحاد الأوروبي (إي يو) إلى تغييرات اجتماعية واقتصادية في الاتحاد، وإلى تحولات سياسية ومؤسسية طويلة المدى أيضًا. ويبقى مدى هذه الآثار تخمينيًا إلى حد ما، حتى تتضح الشروط الدقيقة لعلاقة المملكة المتحدة مع الاتحاد الأوروبي بعد انسحابها من الاتحاد. وتظهر هذه الآثار على المؤسسات مع نهاية المشاركة البريطانية في سياسات الاتحاد الأوروبي بشأن حرية التنقل للبضائع والأشخاص والخدمات ورأس المال، والاتحاد الجمركي للاتحاد الأوروبي، فضلًا عن مشاركة المعلومات الجنائية وغيرها من الأمور.

## الحجم والثروة
في عام 2018، كان لدى المملكة المتحدة خامس أعلى ناتج محلي إجمالي اسمي في العالم وثاني أكبر ناتج محلي إجمالي في الاتحاد الأوروبي.
نتج عن انسحاب بريطانيا من الاتحاد الأوروبي أن شهد الاتحاد الأوروبي انخفاضًا صافيًا في عدد السكان بنسبة 13% بين 1 يناير عام 2019 و1 يناير عام 2020. وتشير بيانات يوروستات إلى أنه لولا ذلك لكانت هناك زيادة صافية خلال نفس الفترة.
| مقارنة (2018)                          | عدد السكان | المساحة (كلم مربع) | الكثافة (لكل كلم مربع) | الناتج المحلي الإجمالي (يورو) | الناتج المحلي الإجمالي للفرد (يورو) |
| الاتحاد الأوروبي (مع المملكة المتحدة)  | 513 مليون  | 4،475،757          | 117                    | 15.9 تريليون                  | 31،000                              |
| الاتحاد الأوروبي (دون المملكة المتحدة) | 447 مليون  | 4،232،147          | 106                    | 13.5 تريليون                  | 30.000                              |

### الموازنة
بلغت مساهمة المملكة المتحدة في موازنة الاتحاد الأوروبي في عام 2016، بعد احتساب خصمها، 19.4 مليار يورو. بعد إزالة نحو 7 مليارات يورو التي تتلقاها المملكة المتحدة من دعم الاتحاد الأوروبي، تصل الخسارة في ميزانية الاتحاد الأوروبي إلى نحو 5% من الإجمالي. وما لم يجري تخفيض الموازنة، يبدو من المرجح أن يُطلب من ألمانيا (أكبر مساهم صافٍ بالفعل) تقديم أكبر حصة من النقد، وتقدر حصتها بنحو 2.5 مليار يورو.
اعتبارًا من مارس عام 2020، يستمر الجدل بين الأعضاء الذين يرغبون في أن تكون الموازنة محدودة بما لا يزيد عن 1% من إجمالي الناتج المحلي للأعضاء وأولئك الذين يريدون أن تكون 1.074%.

## الجاهزية
ردًا على انسحاب بريطانيا من الاتحاد الأوروبي، أصدرت المفوضية الأوروبية رسالة بشأن الجاهزية بعنوان: «التواصل بشأن الجاهزية في نهاية الفترة الانتقالية بين الاتحاد الأوروبي والمملكة المتحدة».

## تغييرات السياسة
كانت المملكة المتحدة لاعبًا رئيسيًا في الاتحاد الأوروبي وكانت بمثابة مصدر قوة للاتحاد، ولكنها كانت أيضًا عائقًا أمام أولئك الذين دعموا أي اتجاه تعارضه الحكومة البريطانية بشدة.

### التحول الأيديولوجي
كانت المملكة المتحدة لاعبًا مؤثرًا في البرلمان الأوروبي ومجلس الاتحاد الأوروبي، باعتبارها ثالث أكبر دولة في الاتحاد الأوروبي من ناحية عدد السكان، بأكثر من 12% من سكان الاتحاد. وسيؤثر غيابها على التوازن الأيديولوجي داخل مؤسسات الاتحاد الأوروبي.

#### مجلس الاتحاد الأوروبي
كانت هناك كتلتان في المجلس خلال عضوية المملكة المتحدة، كل منهما قادرة على تشكيل أقلية معطلة ضد الأخرى: الكتلة الحمائية للدول الجنوبية، والكتلة الليبرالية للدول الشمالية. وكعضو في الكتلة الليبرالية، فإن رحيل المملكة المتحدة سيضعف تلك الكتلة لأن المملكة المتحدة كانت مؤيدًا قويًا ومتحمسًا لأوروبا ليبرالية اقتصاديًا، وصفقات تجارية أكبر مع دول العالم الثالث وتوسع إضافي للاتحاد الأوروبي. وفي الوقت الذي تضعف فيه الكتلة الليبرالية، فإن موقع ألمانيا الفردي في المجلس سيتعزز أيضًا من خلال فقدان ثقل موازن رئيسي. ومع ذلك، لا تزال ألمانيا غير مرتاحة بشأن هذا الدور خشية أن تكون الدول الأعضاء الأخرى التي تشعر بالقلق من الهيمنة الألمانية أكثر ميلًا إلى التحالف ضدها.

#### البرلمان الأوروبي
في البرلمان الأوروبي، أدى انسحاب بريطانيا من الاتحاد الأوروبي إلى تغييرات في تمثيل المجموعة: أعطى انسحاب بريطانيا من الاتحاد الأوروبي 5 مقاعد لحزب الشعب الأوروبي و3 مقاعد لمجموعة الهوية والديمقراطية، في حين خسرت كتلة إن أي 29 مقعدًا (بما في ذلك حزب بريكست)، و11 مقعدًا خسرها رينيو يوروب (LibDem) و7 مقاعد خسرها الخضر، و6 مقاعد خسرها تحالف الاشتراكيين والديمقراطيين.
وبالمثل، جلست غالبية ممثلي المملكة المتحدة مع الجماعات ذات الميول اليمينية، وهي المحافظون والإصلاحيون الأوروبيون وأوروبا الحرية والديمقراطية المباشرة، وكلاهما كان بقيادة أعضاء من حزب المحافظين البريطاني وحزب استقلال المملكة المتحدة. وقد خسر التحالف التقدمي للاشتراكيين والديمقراطيين أعضاءه من حزب العمال البريطاني، ولكن بشكل عام تعزز بفعل خسارة أكبر لليمين، وبالتالي سيكون قادرًا على تشكيل أغلبية دون التماس الدعم من حزب الشعب الأوروبي (المحافظ). وربما يؤدي ذلك إلى برلمان:
- أكثر استعدادًا لتمرير قوانين إضافية.
- دعم أقل لحماية قوية لحقوق التأليف والنشر.
- تمرير موازنة أصغر، ولكن مع زيادة مساهمات الدول الأعضاء.
- دعم التوافق الضريبي وضريبة المعاملات المالية (الضرائب خارج الاتفاقيات الحالية).
- تقديم دعم أقل للطاقة النووية والغاز الصخري لصالح مصادر الطاقة المتجددة.

### الدفاع والشؤون الخارجية
كانت المملكة المتحدة أحد أساسيات الاتحاد الأوروبي في مجالات الشؤون الخارجية والدفاع، بالنظر إلى أن المملكة المتحدة كانت (مع فرنسا) إحدى القوتين العسكريتين الرئيسيتين في الاتحاد الأوروبي، ولديها قدرات استخباراتية كبيرة وقوة ناعمة وشبكة دبلوماسية واسعة. ودون المملكة المتحدة، يمكن أن تصبح السياسة الخارجية للاتحاد الأوروبي أقل تأثيرًا. نظرت الولايات المتحدة إلى المملكة المتحدة كجسر بين الولايات المتحدة وأوروبا، وساعدت المملكة المتحدة في مواءمة مواقف الاتحاد الأوروبي مع الولايات المتحدة وتقديم سياسة أكثر صرامة تجاه روسيا.
ومع ذلك، أنتج انسحاب بريطانيا من الاتحاد الأوروبي أيضًا فرصًا جديدة للتعاون الدفاعي الأوروبي، إذ استخدمت المملكة المتحدة باستمرار حق النقض ضد التحركات في هذا الاتجاه، بحجة أنه سيقوض الناتو. وحاولت القيام بذلك مرة أخرى - حتى بعد استفتاء الانسحاب، فيما يتعلق بإنشاء مقر عسكري. مع انسحاب المملكة المتحدة والشعور بأن الولايات المتحدة تحت قيادة دونالد ج. ترامب قد لا تحترم التزامات الناتو، وضع المجلس الأوروبي التعاون الدفاعي كمشروع رئيسي في إعلاني براتيسلافا وروما [بعد التصويت على انسحاب بريطانيا من الاتحاد الأوروبي] وتابع في إنشاء صندوق الدفاع الأوروبي وتفعيل التعاون المنظم الدائم (بند دفاعي في معاهدة لشبونة).

### حرية التنقل
تعد حرية التنقل للعمال جزءًا لا يتجزأ من سياسة الاتحاد الأوروبي وأساسًا لمُثُل الاتحاد الأوروبي. بالإضافة إلى ذلك، تلغي اتفاقية شنغن ضرورة الحصول على جوازات السفر والتأشيرات للسفر داخل منطقة شنغن، ما يسمح بحرية تنقل الأشخاص. وقد صُمم هذا المفهوم لإفادة اقتصاد ومجتمع الدول الأعضاء المختلفة من خلال السماح للأعمال التجارية بالازدهار في أوروبا وأيضًا أن يصبح الاتحاد الأوروبي أكثر ترابطًا ثقافيًا. (يخضع الزوار من خارج المنطقة لضوابط جوازات السفر والتأشيرات المعتادة على الحدود الخارجية لأي دولة عضو في المنطقة. ليس كل أعضاء الاتحاد الأوروبي أعضاء في شنغن، وليس كل أعضاء شنغن أعضاء في الاتحاد الأوروبي).